# Congoløve
Congoløve  eller nordøstlige Congoløve (Panthera leo azandica), også kendt som Uganda løve, blev foreslået som en løve underart fra det nordøstlige Belgisk Congo og den vestlige del af Uganda.

## Taksonomisk historie
I 1924, foreslog den amerikanske zoolog Allen, trinomen Leo leo azandicus, og beskrev en hanløve som type eksemplar, som fandtes på American Museum of Natural History. Denne løve var blev dræbt i 1912 af museets personale som et led i en zoologisk samling bestående af 588 carnivore (kødæder). Allen indrømmede et tæt slægtskab til L. l. massaicus i forhold til kraniel og dental karakteristika, men hævdede, at hans type eksemplar afveg i pelage farve.
Den britiske taxonomist Pocock underordnede løver til slægten Panthera i 1930, da han skrev om de asiatiske løver. Tre årtier senere, anerkendte Ellerman og Morrison-Scott  kun to løve underarter, nemlig Asiatic P. l. persica og Den Afrikanske P. l. leo.

## Distribution og befolkningen status
I Congofloden bækkenet, ligger Virunga nationalpark i Demokratiske Republik Congo og den tilstødende  Queen Elizabeth nationalpark i Uganda kan være en potentiel højborg for løver i Centralafrika, hvis krybskytteri bliver bremset og byttedyr komme sig.
Løver er også til stede i Ugandas Kidepo Valley og Murchison Falls nationalparker, i Centralafrikanske Republik, i Rwandas Akagera nationalpark og i det sydlige Sudan.
I 2008 blev der gennemført undersøgelser i Upemba og Kundelungu nationalparker beliggende i Den Demokratiske Republik Congo, men der blev ikke fundet tegn på løve tilstedeværelse. Der er en enkelt løve bevarelsegruppe i Republikken Congo, nemlig i Odzala nationalpark, hvor der siden 1995 ikke har været tegn på løve tilstedeværelse men dette blev opdaget under undersøgelsen. I Gabon kan løver være så godt som udryddet.